# Бурк-ан-Брес (округ)
Бурк-ан-Брес (фр. Bourg-en-Bresse) — округ (фр. Arrondissement) во Франции, один из округов в регионе Рона-Альпы. Департамент округа — Эн. Супрефектура — Бурк-ан-Брес.
Население округа на 2006 год составляло 324 074 человек. Плотность населения составляет 104 чел./км². Площадь округа составляет всего 3105 км².

## Состав
Округ подразделяется на 24 кантона:
- Баже-ле-Шатель
- Виллар-ле-Домб
- Вирья
- Восточный Бург-ан-Брес
- Колиньи
- Мексимьё
- Мирибель
- Монлюэль
- Монревель-ан-Брес
- Перонна
- Пон-д'Эн
- Пон-де-Во
- Пон-де-Вейль
- Рейрьё
- Северо-центральный Бург-ан-Брес
- Сейзерья
- Сен-Тривье-де-Курт
- Сен-Тривье-сюр-Муаньян
- Туассе
- Треффор-Кюизья
- Треву
- Южный Бург-ан-Брес
- Шаламон
- Шатийон-сюр-Шаларон